# Perttaus
Perttaus är en sjö i kommunen Rovaniemi i landskapet Lappland i Finland. Sjön ligger 202,7 meter över havet. Den är 12,81 meter djup. Arean är 1,91 kvadratkilometer och strandlinjen är 9,39 kilometer lång. Sjön  ingår i Kemi älvs huvudavrinningsområde.   Den ligger omkring 65 kilometer norr om Rovaniemi och omkring 770 kilometer norr om Helsingfors. 